# Дорошин, Пётр Петрович
Пётр Петрович Дорошин (1823, Петрозаводск — 20 февраля [4 марта] 1875, Санкт-Петербург) — российский горный инженер, исследователь Аляски, автор научных трудов. Действительный статский советник (1871), один из первооткрывателей золота на Аляске.

## Биография
Родился в семье шихтмейстера. Окончил Олонецкую мужскую гимназию.
После окончания Института Корпуса горных инженеров в 1845 г. был направлен в Нерчинский горный округ.
1 февраля 1847 г. направлен на поиски строительного сырья и каменного угля в Русскую Америку. В апреле 1848 г. с рабочими, нанятыми Российско-Американской компанией на судне «Атха» прибыл в Ново-Архангельск.
В 1848 и 1850 гг. на пароходе «Николай I» совершал плавания в Северные Колошенские проливы для поиска строительных материалов.
В 1848—1852 гг. на шхуне «Тунгус» обследовал Кенайский залив и остров Кадьяк в поисках каменного угля, обнаружил запасы угля напротив Английской бухты в заливе Угольный, посетил район озера Илямна и реки Накнек на полуострове Аляска, Бристольский залив, селения Катмай, Бельковское и остров Унга.
В декабре 1848 г. направился в Калифорнию на барке «Князь Меншиков» для работы на золотых приисках, где на реке Юбь, притоке Сакраменто, было добыто несколько килограммов золота.
Обнаружил признаки золотоносности на полуострове Кенай, в 1850—1851 гг. вёл там разведку, однако полученные содержания показались администрации колонии слишком низкими, и поиски золота было решено прекратить.
В ходе путешествий по Аляске П. П. Дорошин собрал обширную этнографическую коллекцию (стрелы кенайцев, алеутов, колошей, томагавки, модели байдарок аборигенов, их одежды), которую передал в музей Императорского Русского Географического общества (сейчас хранится в Кунсткамере)
После продажи Аляски «не мог никогда равнодушно говорить о её продаже».
В июне 1853 г. покинул Русскую Америку.
В 1854 г. участвовал в разведке каменного угля под Тулой, в имении графа Бобринского. Каменноугольная копь под его руководств стала первой, устроенной по всем новейшим правилам техники.
В 1856 г. описал в «Горном журнале» генератор для получения газов из каменного угля.
В 1856—1858 гг. командирован в Германию, Бельгию и Великобританию для изучения новейших способов добывания каменного угля.
В 1858 г. составил первую статистику добычи алмазов на Крестовоздвиженских промыслах.
С 1 июня 1860 г. служил при Главном начальнике Горных заводов Уральского хребта Фёдоре Ивановиче Фелькнере для особых поручений по технической части.
С декабря 1860 г. — назначен управителем Нижнетуринского завода и Гороблагодатских золотых промыслов.
С января 1863 г. осуществляет надзор за частными уральскими заводами от Главного горного управления. Управляющий делами Кнауфской горной компании.
С 1865 г. — главный инженер горного округа Московских губерний.
С 1867 г. действительный член Санкт-Петербургского минералогического общества.
2 марта 1868 года назначен состоящим при Управляющем Морским министерством и в Департаменте горных и соляных дел. Изучал месторождения Сербии.
В 1869 г. по приглашению общества «Кавказ и Меркурий» провел исследование месторождений угля на полуострове Мангышлак, описал его в «Горном журнале» в № 1 за 1875 г.
С 1869 г. — член Морского технического комитета для наблюдений за металлургической частью заводов и мастерских Морского министерства
Награды:
Был награждён орденами Святой Анны 3 степени (1861), Святого Станислава 2 степени (1864), Святой Анны 2 степени (1869), Святого Владимира 3 степени (1873) и светло-бронзовой медалью в память войны 1853—1856 гг. на Андреевской ленте (1856).
Чины и звания:
1843 г. — прапорщик;
1844 г. — подпоручик (по окончании курса в младшем офицерском классе Горного института);
1845 г. — поручик (по окончании курса в старшем офицерском классе Горного института);
1850 г. — штабс-капитан;
1855 г. — капитан;
1859 г. — подполковник;
1866 г. — полковник
1868 г. — статский советник (в связи с преобразованием Корпуса горных инженеров в гражданское ведомство получает гражданский чин);
1871 г. — действительный статский советник;

## Публикации
- Золото в верхней Калифорнии // Горный журнал. 1850, ч. 1 (кн. II), с. 132—162.
- Описание генератора для получения газов из мелкого каменного угля // Горный журнал. 1856, ч . IV, с. 67-70.
- Северный рудник в Чарково, в Царстве Польском // Горный журнал. 1858, ч . I, с. 519.
- Углубление шахты в плавучей породе в Вобже, в Силезии // Горный журнал. 1858, ч .II, с. 112—114.
- Перечень заводов и рудников Царства Польского // Горный журнал. 1858, ч .II (кн. IV), с. 174—178.
- Число и вес алмазов, найденных с 1830 года, по настоящее время, на Крестовоздвиженских золотых промыслах … // Горный журнал. 1858, ч .IV, с. 397—400.
- Несколько сведений о распространении золота в русских северо-американских владениях // Горный журнал. 1866, ч .I (кн. 2), с. 277—282.
- Из записок, веденных в Русской Америке // Горный журнал. 1858, ч .I (кн.3), с. 365—400.
- Каменный уголь в бывших американских владениях России // Горный журнал. 1868, ч .IV (кн. X), с. 45-57.
- О некоторых вулканах, их извержениях и землетрясениях в бывших американских владениях России. — С-Пб, 1869. — 20 с.
- Геологические заметки о полуострове Мангышлак // Горный журнал. 1871, кн. I, с. 61-113[6].

## Память
Имя П. П. Дорошина увековечено в Аляскинском горном Зале Славы.
На Аляске его именем были названы озеро, ледник, небольшой залив озера Скилак и улица в Анкоридже.